# Friedrich Backhaus junior
Friedrich Backhaus der Jüngere (* 20. November 1909 in Bauerschaft Dönberg, Bürgermeisterei Hardenberg; † 26. Juli 1942 an der Ostfront in Beli, Russland) war ein deutscher Steinbildhauer.

## Leben
Backhaus’ Vater, der gleichnamige Steinbildhauer Friedrich Backhaus (der Ältere, * 16. Juli 1857 in Düsseldorf; † 7. Oktober 1921 in Barmen), lebte und arbeitete in Unterbarmen an der Ronsdorfer Straße 30 (seit 1935 die Oberbergische Straße 30). 1893 gründete er seine erste Werkstatt in der Auer Straße. Das Barmer Adressbuch nennt 1899 sein „Atelier für Grabmonumente“ gegenüber dem Unterbarmer Friedhof. Nach dem Tod seines Vaters führte der Sohn die „Werkstätte für Friedhofskunst“ weiter. Er betrieb die Werkstätte bis mindestens 1939, im Zweiten Weltkrieg ist Friedrich Backhaus als Soldat an der Ostfront gefallen.

## Werke (Auswahl)
Von ihren Arbeiten sind zu nennen:

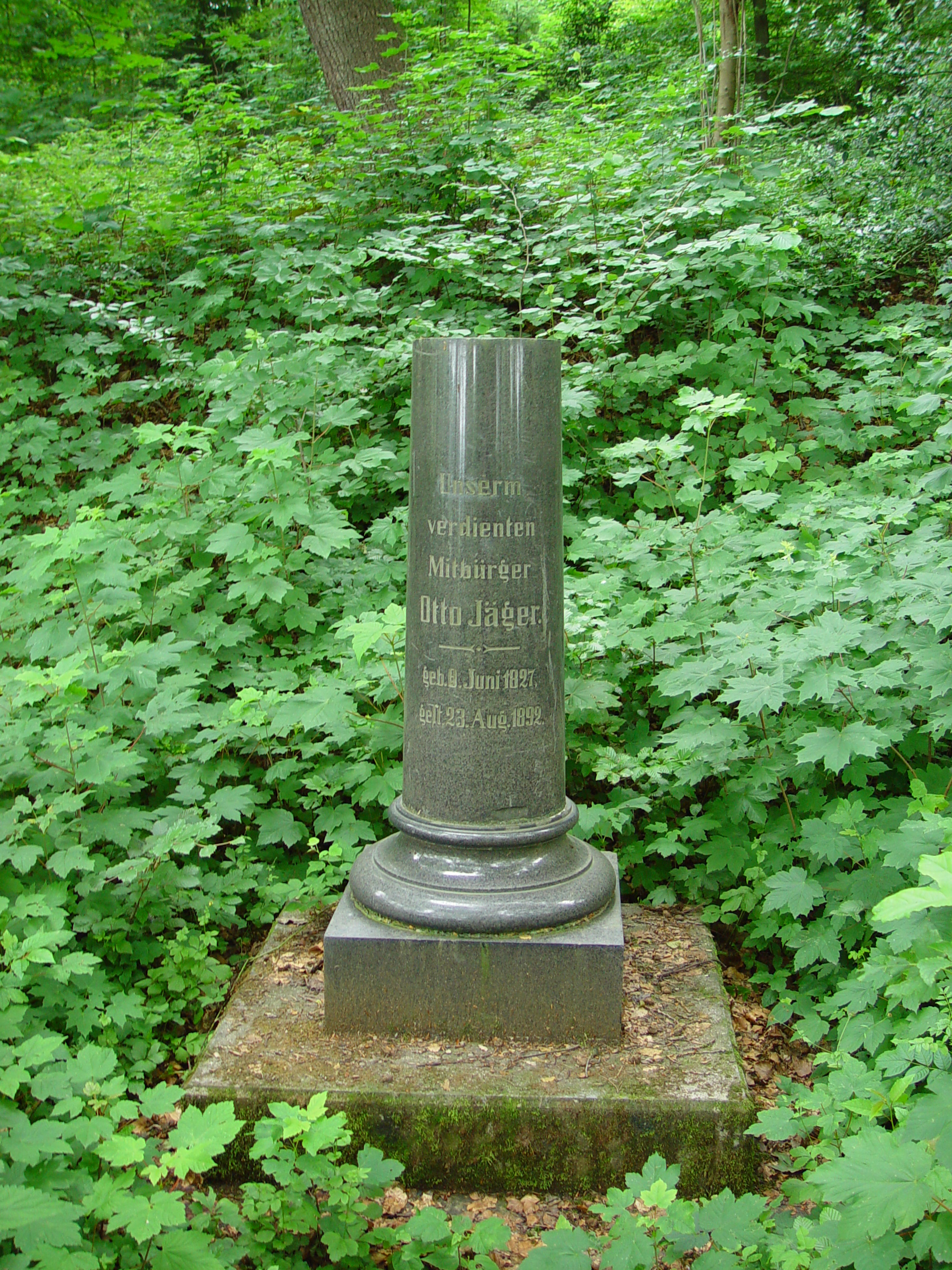
Verbliebene Säule des Denkmals, 2007

- Denkmal für den Barmer Fabrikanten und Provinziallandtagsabgeordneten Otto Jäger von 1893

Sockel des aus schwarzem Granit mit Inschrift für das am 11. November 1893 auf der Kaiser-Friedrich-Höhe enthüllte Otto-Jäger-Denkmal. Die dazugehörige Büste wurde von Paul Disselhoff geschaffen. Das Denkmal war vom Barmer Verschönerungsverein gestiftet und in den Anlagen der Kaiser-Friedrich-Höhe aufgestellt worden. Backhaus erhielt für seine Arbeit 1300 Mark.
1957 berichtete die Neue Rhein-Zeitung über den desolaten Zustand des Denkmals. Die Stadt Wuppertal ließ die Säule 1964 entfernen und lagerte sie auf dem Ehrenfriedhof Barmen. Später wurde die Säule vom  Barmer Verschönerungsverein an der Lönsstraße zum städtischen Depot im Nordpark transportiert. Nach einer Medieninitiative der Wuppertaler Rundschau 1992 wurde sie am ursprünglichen Standort, ohne die verloren gegangene Marmorbüste, auf dem Plateau hinter dem Leimann’schen Lokal zwischen der Oberbergischen Straße und dem Eisenlohr-Denkmal wieder aufgestellt.
- Grabdenkmal für Oberbürgermeister Friedrich Wilhelm Wegner von 1900

Gefertigt aus rotem schwedischen Granit in Form eines Obelisken auf dem Friedhof Norrenberg. Das Bronzerelief wurde von dem Bildhauer Wilhelm Giesecke geschaffen.
- Gedenktafel für SA-Scharführer Hans Hilbert von 1938

Die Tafel wurde am 8. November 1938 an einem Haus in der damals gleichnamigen Straße angebracht (heute Heidter Berg). Sie wurde von dem Grafiker Hans Schreiber entworfen. Sie war Teil des Totenkults der NSDAP um die „Toten der Bewegung“. Im Zweiten Weltkrieg wurde das Haus samt Tafel zerstört.
Ihre Inschrift lautete:
„Hier wurde am 19. Juni 1932 der
SA-Scharführer Hans Hilbert
von Kommunisten erschossen.
Er starb für Deutschland.“